# Esse (Camerún)
Esse es una comuna camerunesa perteneciente al departamento de Méfou-et-Afamba de la región del Centro.
En 2005 tiene 16 822 habitantes, de los que 2360 viven en la capital comunal homónima.
Se ubica unos 50 km al noreste de la capital nacional Yaundé.

## Localidades
Comprende la ciudad de Esse y las siguientes localidades:
- Afanétouana
- Akpak
- Awaé
- Bikong
- Bikoue
- Ebodoumou
- Ebogo
- Ebolzok
- Ekoum-Douma I
- Ekoumoudouma
- Esse Village
- Etoutoua
- Ewot
- Feg Mibang
- Koutou
- Longo
- Loum
- Mbamayok
- Mbemedzou
- Mbenoa
- Mbessi I
- Mbessi II
- Mebem
- Meboé
- Mendombo
- Mendoumbo
- Mendoumbou
- Mengala
- Mengossa
- Mengueme
- Mevo Mevo
- Mfandena
- Mfekoundi
- Mfou
- Minkomilala
- Minkoumou
- Mveng
- Mvom
- Ndombo
- Ngat I
- Ngat II
- Ngonwa I
- Ngonwa II
- Ngoundou
- Nkolafamba
- Nkolavolo II
- Nkolba
- Nkoleyanga
- Nkolmbonde
- Nkomeyo
- Nomayos
- Nsimi-Yetoulou
- Ondoundou
- Ongandi